# アイドル・ことまり!
『アイドル・ことまり！』は、令丈ヒロ子による児童文学シリーズ。講談社青い鳥文庫から刊行されている。2018年1月までに全3巻が刊行されて、同名のシリーズとしては完結している。イラストは亜沙美。
このシリーズは、同じ作・令丈ヒロ子、イラスト・亜沙美による青い鳥文庫収録の作品「若おかみは小学生!」シリーズと世界観が共通の、いわゆるスピンオフないしクロスオーバー作品であり、「温泉アイドルは小学生!」シリーズの続編である。

## あらすじ
花の湯温泉で暮らすアイドル志望の小学5年生、春野琴理と糸居鞠香は、地元で開催されたコンクールをきっかけに仲良くなった友達、是枝愛瑠に誘われ、彼女の通っている有名芸能プロダクション、オリジナリティ・プロダクションのキッズスクールに通うため上京する。

## 登場人物
春野琴理 (はるの ことり)
小学5年生。花の湯温泉在住。ドイツ帰りの帰国子女で、そのせいかやや天然ボケ気味。鞠香とともに「お笑いアイドル」を目指している。
糸居鞠香 (いとい まりか)
琴理の同級生。糸居医院の孫娘で、表向きは上品な優等生だが、琴理には「黒・鞠香」となって毒舌を連発する。
本人は真面目なのだが、琴理とからむと、琴理の天然ボケと彼女の毒舌のせいで、毎回のように意図せぬ漫才になってしまう。
和良居ノ神と最初に出会った時も、そのせいで意図せず彼を笑わせることになった。
和良居ノ神 (わらいのかみ)
琴理の住む家の裏にあった祠から出てきた、小さな神様。その姿も住む祠も、琴理と鞠香にしか見えない。
名前の通り笑いをつかさどる神で、笑いに関することで頑張ると様々なご利益がもらえるが、逆に、笑いに関することでしかご利益を発動できない。
是枝愛瑠 (これえだ あいる)
花の湯温泉主催の「歌うまクイーンコンテスト」優勝者。東京で芸能スクールに通っている。琴理たちとは友達。

## 既刊一覧

### 小説
講談社青い鳥文庫 刊
- アイドル・ことまり! (1) コイがつれてきた恋!? （2017年04月13日） ISBN 978-4-06-285620-1
- アイドル・ことまり! (2) 試練のオーディション! （2017年08月10日） ISBN 978-4-06-285648-5
- アイドル・ことまり! (3) 夢をつかもう! （2018年01月12日） ISBN 978-4-06-285677-5